# Attentat contre Le Soir d'Algérie
L'attentat contre Le Soir d'Algérie est une attaque terroriste islamiste perpétrée contre le quotidien indépendant Le Soir d'Algérie le 11 février 1996 à Alger. L'attentat fait 29 morts dont trois journalistes.

## Déroulement
Le 11 février 1996 à 15 h 45, un véhicule piégé bourré de plus de 300 kg de TNT explose au 100, rue Hassiba Ben Bouali visant le siège du quotidien Le Soir d'Algérie. Trois journalistes : Allaoua Aït Mebarek, Mohamed Dhorban et Mohamed Derraza sont tués.

## Conséquences
Dans les jours qui suivent l'attaque, la rédaction trouve refuge dans les locaux d'El Watan. Grâce au soutien de ce journal et d'autres médias algériens, Le Soir d'Algérie publie un nouveau numéro dès le 25 février 1996 et emménage quelques jours plus tard dans ses nouveaux locaux, inaugurés en présence du chef du gouvernement, Ahmed Ouyahia.